# 경반층

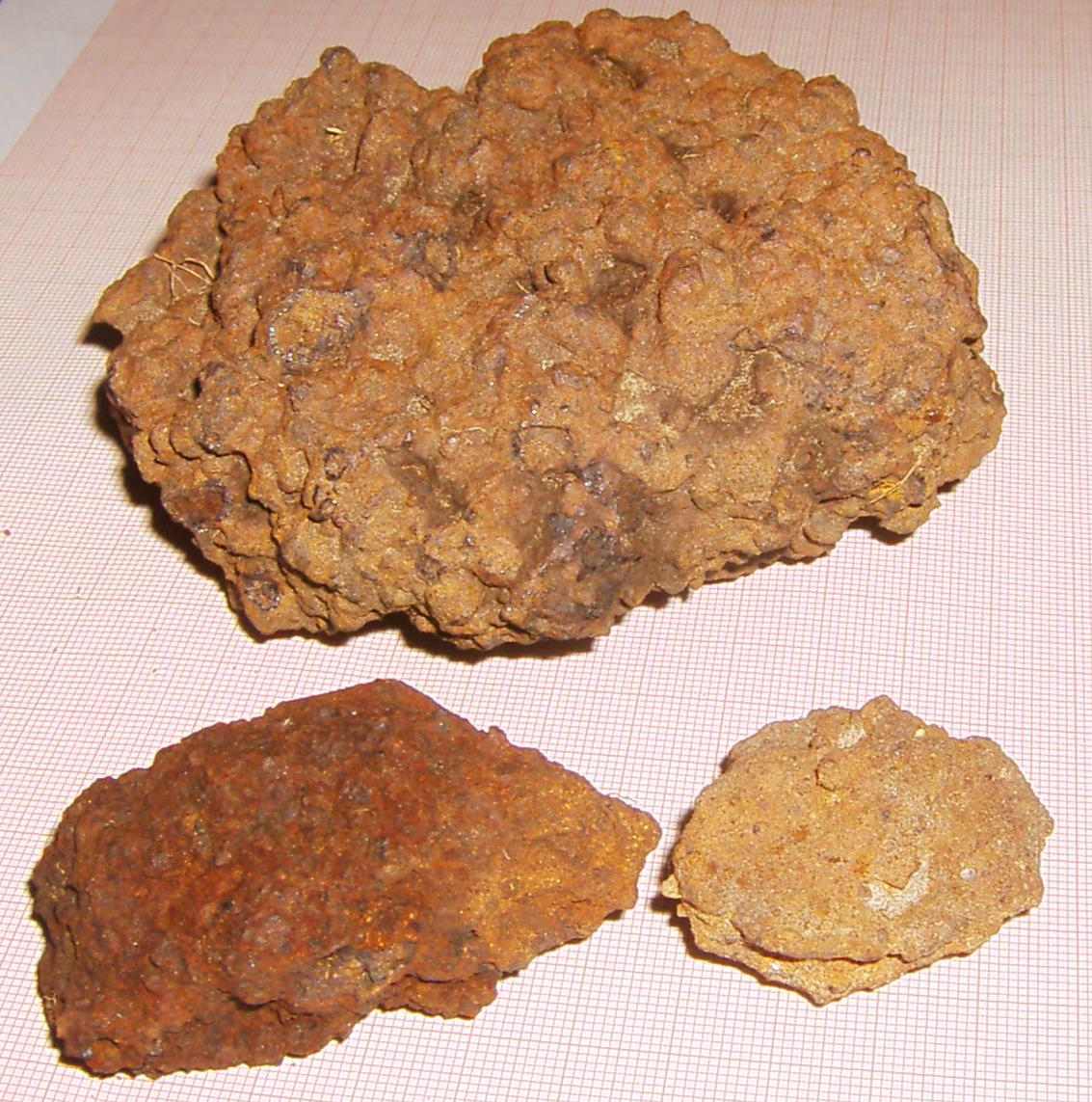

경반층(耕盤層)은 반층(pan)의 일종으로 대형 트랙터 등 중장비의 계속적 사용에 의하여 쟁기바닥 부위에 생긴 치밀한 토층이다.
일반적으로 최상층 표토층 아래에서 발견되는 조밀한 토양층이다. 경반층에는 다양한 유형이 있으며 모두 물이 거의 침투하지 않는 뚜렷한 토양층이라는 일반적인 특성을 공유한다. 일부 경반층은 토양 입자를 융합하고 결합하는 토양의 퇴적물에 의해 형성된다. 이러한 침전물은 용해된 실리카에서 산화철 및 탄산칼슘으로 형성된 매트릭스에 이르기까지 다양하다.